# Chaetopteryx polonica
Chaetopteryx polonica är en nattsländeart som beskrevs av Dziedzielewicz 1889. Chaetopteryx polonica ingår i släktet Chaetopteryx och familjen husmasknattsländor. Inga underarter finns listade i Catalogue of Life.